# لسان (فلم)
لسان هو فيلم اثارة وغموض سعودي قصير من بطولة حسين اليحيى وناصر المرزوق وماجد السيهاتي، ومن إخراج وتأليف محمد السلمان. عُرض الفيلم لأول مرة في الدورة الرابعة من مهرجان أفلام السعودية بتاريخ 28 مارس 2017، وحصل على جائزة لجنة التحكيم الخاصة في مسابقة الأفلام الروائية. كما فاز الفيلم بالجائزة الذهبية لأفضل فيلم من مهرجان الأحساء للأفلام الاجتماعية القصيرة عام 2018.
شارك الفيلم كذلك في الدورة الثانية لمهرجان أيام الفيلم السعودي في لوس أنجلوس، ومهرجان الأفلام الآسيوية القصيرة والوثائقية في الهند، ومهرجان مدريد السينمائي، ومهرجان الفيلم العربي في باريس.
عُرض الفيلم على التلفزيون السعودي ضمن مبادرة «أفلام السعودية على السعودية» بتاريخ 23 فبراير 2018.

## ملخص القصة
يعيد مزارع شرقي بسيط تقييم موقفه تجاه تراثه العاطفي والروحي والمالي عندما يتعامل مع معضلة حيكت له من عالم ما وراء الطبيعة.

## روابط خارجية
- مقالات تستعمل روابط فنية بلا صلة مع ويكي بيانات